# Cisternas de Dougga
Las cisternas de Dougga son un grupo de cisternas que se conservan en el yacimiento arqueológico de Dougga en Túnez. Cada una tenía un acueducto que garantizaba el suministramiento del agua. Las cisternas no tenían nombre (o no se conoce) y son llamadas por el nombre moderno de las fuentes que las abastecían: Aïn El Hammam y Aïn Mizeb.
Las cisternas se encuentran al norte del templo de Juno Caelestis y al oeste del Capitolio de Dougga.
|  |  |

El acueducto de la cisterna de Aïn Hammam fue construido durante el reinado de Cómodo y tenía doce kilómetros de longitud entre la fuente, al oeste, y la cisterna; la cisterna tenía una capacidad de 6.000 m³ y estaba formadao por cinco depósitos de una medida de 34 x 5 metros cada uno (además de una cisterna perpendicular de decantanción). En este lugar celebraban los habitantes la fiesta de su patrona la Mokhôla, donde se hacía sacrificos de animales. El acueducto está bien conservado (el mejor conservado de Túnez) y fue dedicado al emperador por el notable de la Civitas Aurelia Thugga que lo pagó, siendo proconsul Marcus Antonius Zeno (184-187) y fue restaurado en el 376 según una inscripción; nace entre el Djebel Fej El Hdoum y el Djebel Bou Khoubaza, al sudoeste de Dougga sobre unos 8.500 metros en línea recta, tiene un cuadro de captación de 10x 10 metros cerca de la fuente de Aïn El Hammam, la mayor parte de su recorrido es subterráneo hasta llegar a la cisterna.
La cisterna de Aïn Mizeb tiene capacidad para 9.000 m³, con siete depósitos, se construyó en dos fases. Están formadas por depósitos de 35 x 5 metros cada uno más un octavo depósito perpendicular de decantación. La fuente de Aïn Mizen estaba a 200 metros al noroeste y el acueducto era subterráneo con una altura de 160 cm y 50 cm de ancho. La fuente aún está en servicio.